# Logan Lucky
Logan Lucky (en España La suerte de los Logan; en Argentina, La estafa de los Logan) es una película estadounidense de comedia de 2017, dirigida por Steven Soderbergh y protagonizada por Adam Driver, Channing Tatum, Seth MacFarlane, Daniel Craig, Katie Holmes, Hilary Swank, Katherine Waterston, Sebastian Stan y Jesco Blanco.
El director Steven Soderbergh volvió con esta película después de anunciar su retirada del cine. La cinta, con un aire de comedia y suspense, mantiene un cierto paralelismo con uno de sus grandes éxitos, Ocean's Eleven.

## Sinopsis
El film sigue la historia de dos hermanos que intentan robar durante una carrera de coches que tiene lugar al sur de Estados Unidos, en la categoría del NASCAR.

## Reparto
- Adam Driver es Clyde Logan.
- Channing Tatum es Jimmy Logan.
- Daniel Craig es Joe Bang.
- Hilary Swank es Sarah Grayson.
- Katherine Waterston es Sylvia Harrison.
- Riley Keough es Mellie Logan.
- Katie Holmes es Bobbie Jo Logan Chapman.
- Seth MacFarlane es Max Chilblain.
- Sebastian Stan es Dayton White.
- Jack Quaid es Fish Bang.
- Farrah Mackenzie es Sadie Logan.[3]
- Brian Gleeson es Sam Bang.[4]
- David Denman es Moody.